# Метилтретинний бутиловий етер
Мети́лтрети́нний бути́ловий ете́р (МТБЕ), метил-трет-бутиловий етер, формула CH3OC4H9 — продукт, який може бути отриманий у великих кількостях шляхом взаємодії ізобутилену з метанолом. Густина 0,746 г/см3, температура кипіння 55 °C, застивання — −108 °C. Добавка 10 % МТБЕ до бензину підвищує октанове число по дослідному методу 2,1-5,9 одиниць, а 20 % — на 4,6-12,6 одиниць, в зв'язку з чим він ефективніший за такі відомі добавки як алкілбензин і метанол.
Використання палив з метилтретинним бутиловим етером дещо покращує потужність і економічні показники двигуна.